# مت تیبت
مت تیبت (انگلیسی: Matt Tebbutt؛ زادهٔ ۲۴ دسامبر ۱۹۷۳) سرآشپز و مجری تلویزیون اهل بریتانیا است.
از برنامه‌های تلویزیونی که وی در آن‌ها نقش داشته‌است، می‌توان به دنیای ناشناختهٔ خوراکی‌ها اشاره نمود.